# Clubiona hitchinsi
Clubiona hitchinsi là một loài nhện trong họ Clubionidae.
Loài này thuộc chi Clubiona. Clubiona hitchinsi được Michael Ilmari Saaristo miêu tả năm 2002.